# Dana Murzyn
Dana Trevor Murzyn (né le 9 décembre 1966 à Calgary dans la province d'Alberta au Canada) est un joueur professionnel canadien de hockey sur glace. Il évoluait au poste de défenseur.

## Biographie
Évoluant pour les Wranglers de Calgary dans la LHOu, il est choisi au premier tour, 5e rang au total, par les Whalers de Hartford lors du repêchage d'entrée dans la LNH 1985. La même année du repêchage, il intègre la LNH avec les Whalers. La saison 1985-1986 de Murzyn est couronnée par une sélection dans l'équipe des recrues de la ligue. En janvier 1988, il est échangé aux Flames de Calgary en compagnie de Shane Churla contre Neil Sheehy, Carey Wilson et Lane MacDonald.
Il remporte la Coupe Stanley avec les Flames en 1989 après avoir défait les Canadiens de Montréal en finale. En mars 1991, il passe aux Canucks de Vancouver en étant échangé contre Kevan Guy et Ronnie Stern. 
Après avoir manqué la majorité de la saison 1997-1998 à cause d'une blessure à un genou et avoir joué la saison suivante dans la LAH avec l'équipe affiliée aux Canucks, il se retire de la compétition après une carrière de 14 saisons et plus de 800 parties dans la LNH.

## Statistiques
| Saison     | Équipe               | Ligue      |     | Saison régulière | Saison régulière | Saison régulière | Saison régulière | Saison régulière |   | Séries éliminatoires | Séries éliminatoires | Séries éliminatoires | Séries éliminatoires | Séries éliminatoires |
| Saison     | Équipe               | Ligue      | PJ  | B                | A                | Pts              | Pun              | PJ               | B | A                    | Pts                  | Pun                  |                      |                      |
| 1982-1983  | Spurs de Calgary     | AJHL       | 34  | 7                | 20               | 27               | 78               | -                | - | -                    | -                    | -                    |                      |                      |
| 1982-1983  | Wranglers de Calgary | LHOu       | 3   | 1                | 0                | 1                | 18               | 10               | 0 | 3                    | 3                    | 31                   |                      |                      |
| 1983-1984  | Wranglers de Calgary | LHOu       | 65  | 11               | 20               | 31               | 135              | 2                | 0 | 0                    | 0                    | 10                   |                      |                      |
| 1984-1985  | Wranglers de Calgary | LHOu       | 72  | 32               | 60               | 92               | 233              | 8                | 1 | 11                   | 12                   | 16                   |                      |                      |
| 1985-1986  | Whalers de Hartford  | LNH        | 78  | 3                | 23               | 26               | 125              | 4                | 0 | 0                    | 0                    | 10                   |                      |                      |
| 1986-1987  | Whalers de Hartford  | LNH        | 74  | 9                | 19               | 28               | 95               | 6                | 2 | 1                    | 3                    | 29                   |                      |                      |
| 1987-1988  | Whalers de Hartford  | LNH        | 33  | 1                | 6                | 7                | 45               | -                | - | -                    | -                    | -                    |                      |                      |
| 1987-1988  | Flames de Calgary    | LNH        | 41  | 6                | 5                | 11               | 94               | 5                | 2 | 0                    | 2                    | 13                   |                      |                      |
| 1988-1989  | Flames de Calgary    | LNH        | 63  | 3                | 19               | 22               | 142              | 21               | 0 | 3                    | 3                    | 20                   |                      |                      |
| 1989-1990  | Flames de Calgary    | LNH        | 78  | 7                | 13               | 20               | 140              | 6                | 2 | 2                    | 4                    | 2                    |                      |                      |
| 1990-1991  | Flames de Calgary    | LNH        | 19  | 0                | 2                | 2                | 30               | -                | - | -                    | -                    | -                    |                      |                      |
| 1990-1991  | Canucks de Vancouver | LNH        | 10  | 1                | 0                | 1                | 8                | 6                | 0 | 1                    | 1                    | 8                    |                      |                      |
| 1991-1992  | Canucks de Vancouver | LNH        | 70  | 3                | 11               | 14               | 147              | 1                | 0 | 0                    | 0                    | 15                   |                      |                      |
| 1992-1993  | Canucks de Vancouver | LNH        | 79  | 5                | 11               | 16               | 196              | 12               | 3 | 2                    | 5                    | 18                   |                      |                      |
| 1993-1994  | Canucks de Vancouver | LNH        | 80  | 6                | 14               | 20               | 109              | 7                | 0 | 0                    | 0                    | 4                    |                      |                      |
| 1994-1995  | Canucks de Vancouver | LNH        | 40  | 0                | 8                | 8                | 129              | 8                | 0 | 1                    | 1                    | 22                   |                      |                      |
| 1995-1996  | Canucks de Vancouver | LNH        | 69  | 2                | 10               | 12               | 130              | 6                | 0 | 0                    | 0                    | 25                   |                      |                      |
| 1996-1997  | Canucks de Vancouver | LNH        | 61  | 1                | 7                | 8                | 118              | -                | - | -                    | -                    | -                    |                      |                      |
| 1997-1998  | Canucks de Vancouver | LNH        | 31  | 5                | 2                | 7                | 42               | -                | - | -                    | -                    | -                    |                      |                      |
| 1998-1999  | Canucks de Vancouver | LNH        | 12  | 0                | 2                | 2                | 21               | -                | - | -                    | -                    | -                    |                      |                      |
| 1998-1999  | Crunch de Syracuse   | LAH        | 20  | 2                | 4                | 6                | 37               | -                | - | -                    | -                    | -                    |                      |                      |
| Totaux LNH | Totaux LNH           | Totaux LNH | 838 | 52               | 152              | 204              | 1 571            | 82               | 9 | 10                   | 19                   | 166                  |                      |                      |

## Trophées et honneurs personnels
- 1984-1985 : nommé dans la première équipe d'étoiles de l'association Est de la LHOu.
- 1985-1986 : nommé dans l'équipe de recrues de la LNH.
- 1988-1989 : champion de la Coupe Stanley avec les Flames de Calgary.